# För levande och döda
För levande och döda är en diktsamling av poeten Tomas Tranströmer utgiven 1989.
Tomas Tranströmer tilldelades Nordiska rådets litteraturpris 1990 för För levande och döda, med motiveringen att ”på ett poetiskt förtätat språk och i en vision av världens enhet synliggör han tillvarons dolda dimensioner och människans oändliga resurser”.
För levande och döda ingår i Världsbibliotekets lista över de 50 bästa diktsamlingarna.

## Innehåll

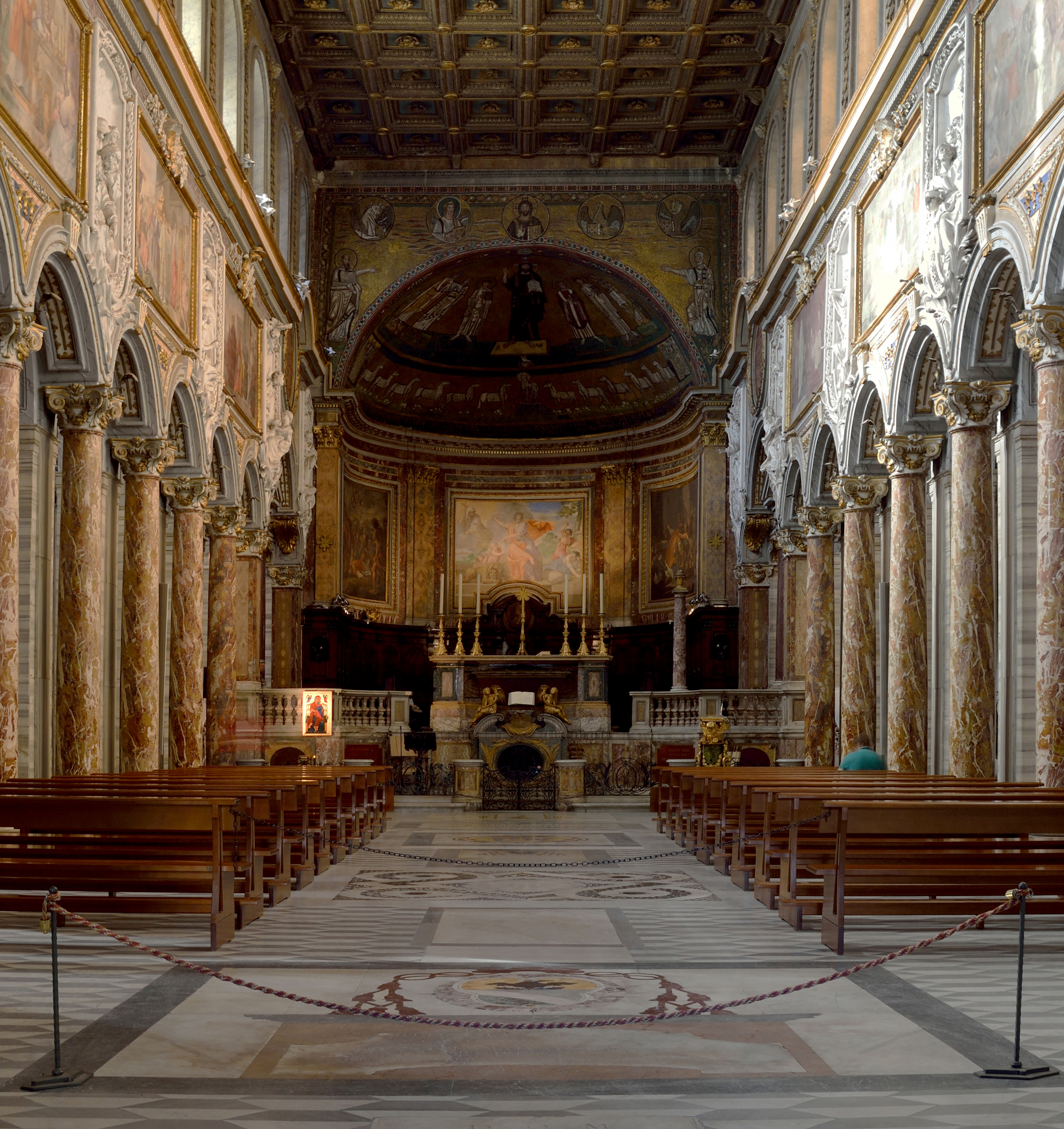
San Marcokatedralen i dikten ”Romanska bågar” (11).

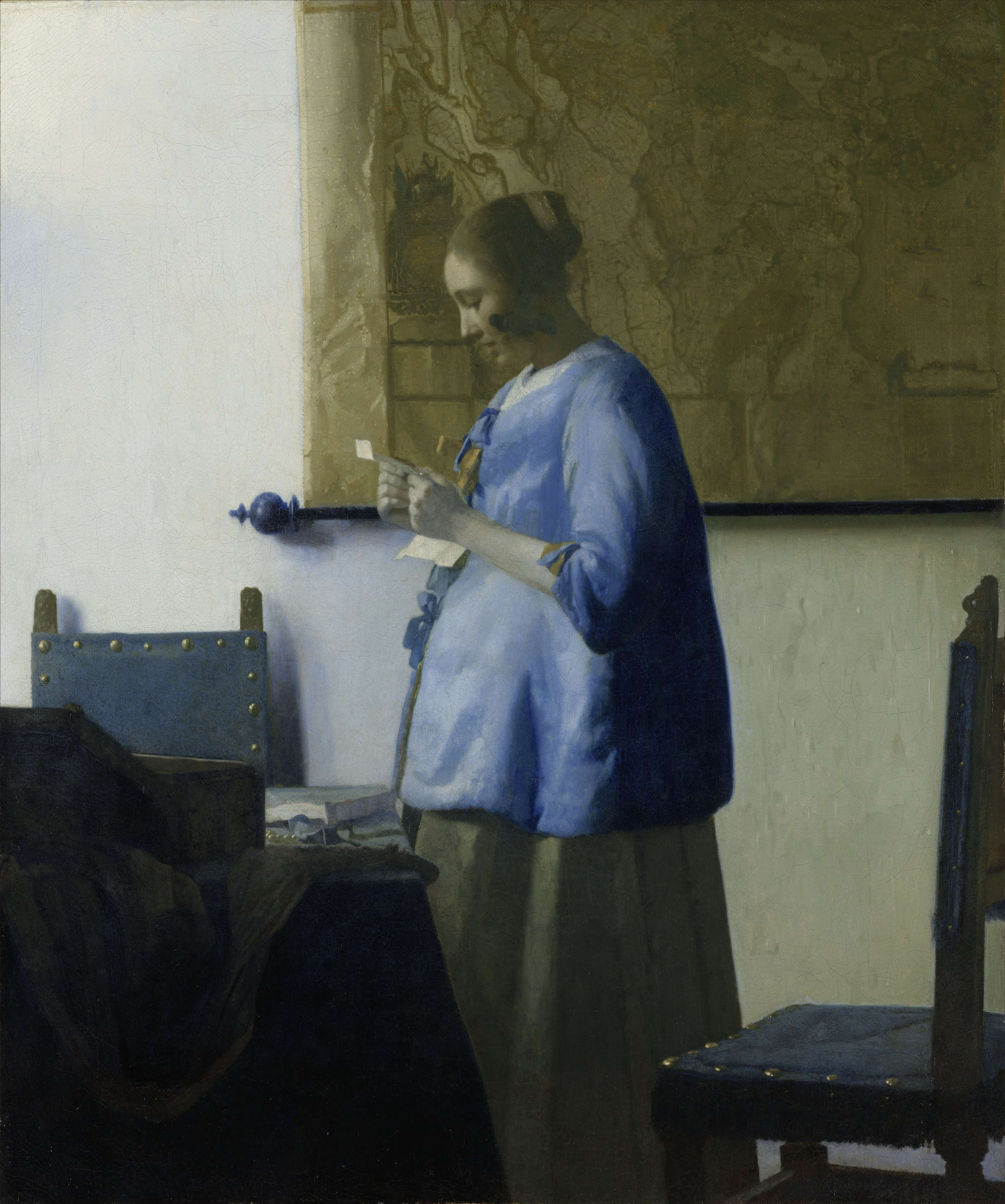
Kvinna i blått som läser ett brev av Johannes Vermeer (1664) i dikten ”Vermeer” (10).

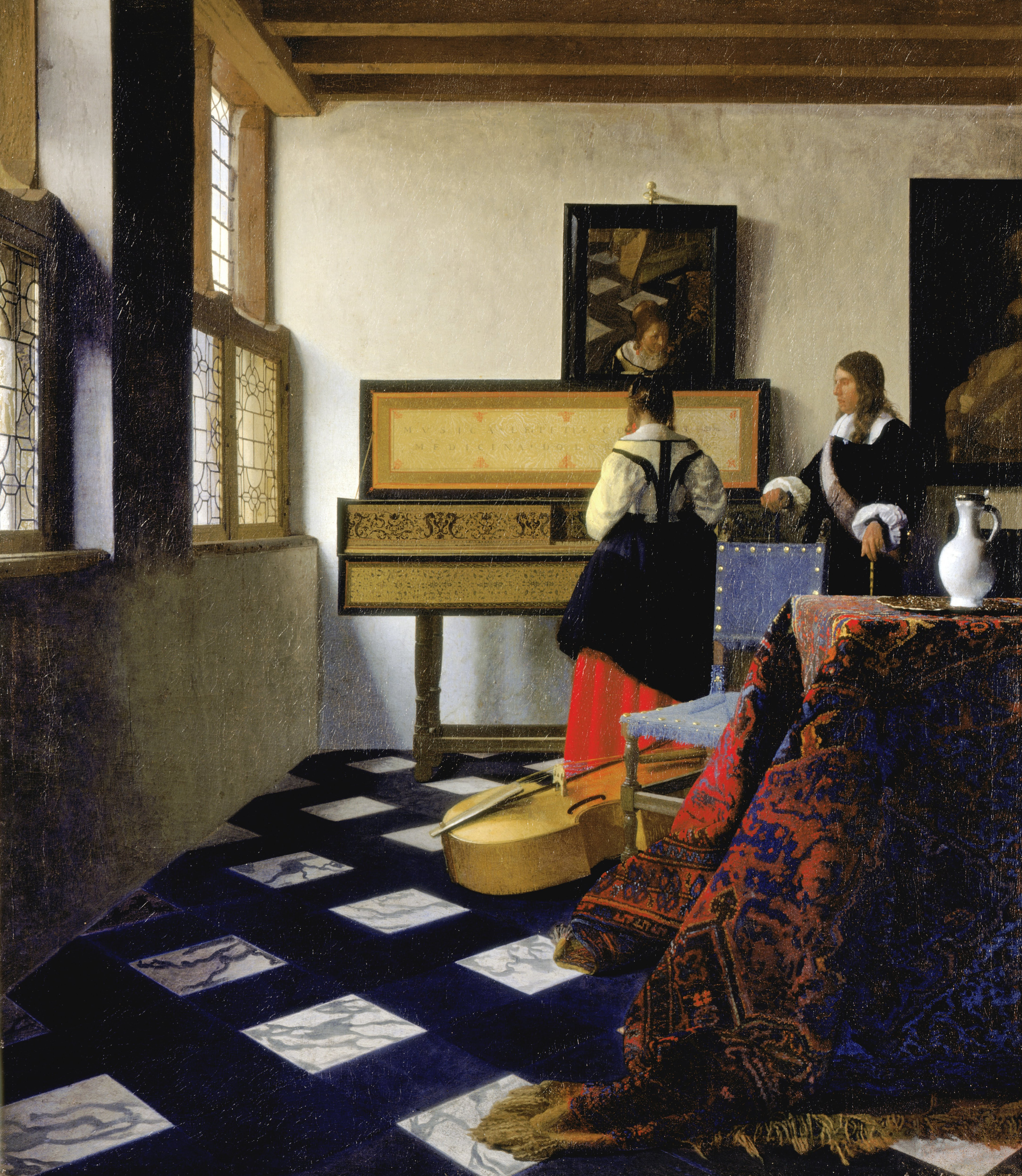
Musiklektionen av Johannes Vermeer (1662–1664) i dikten ”Vermeer” (10).

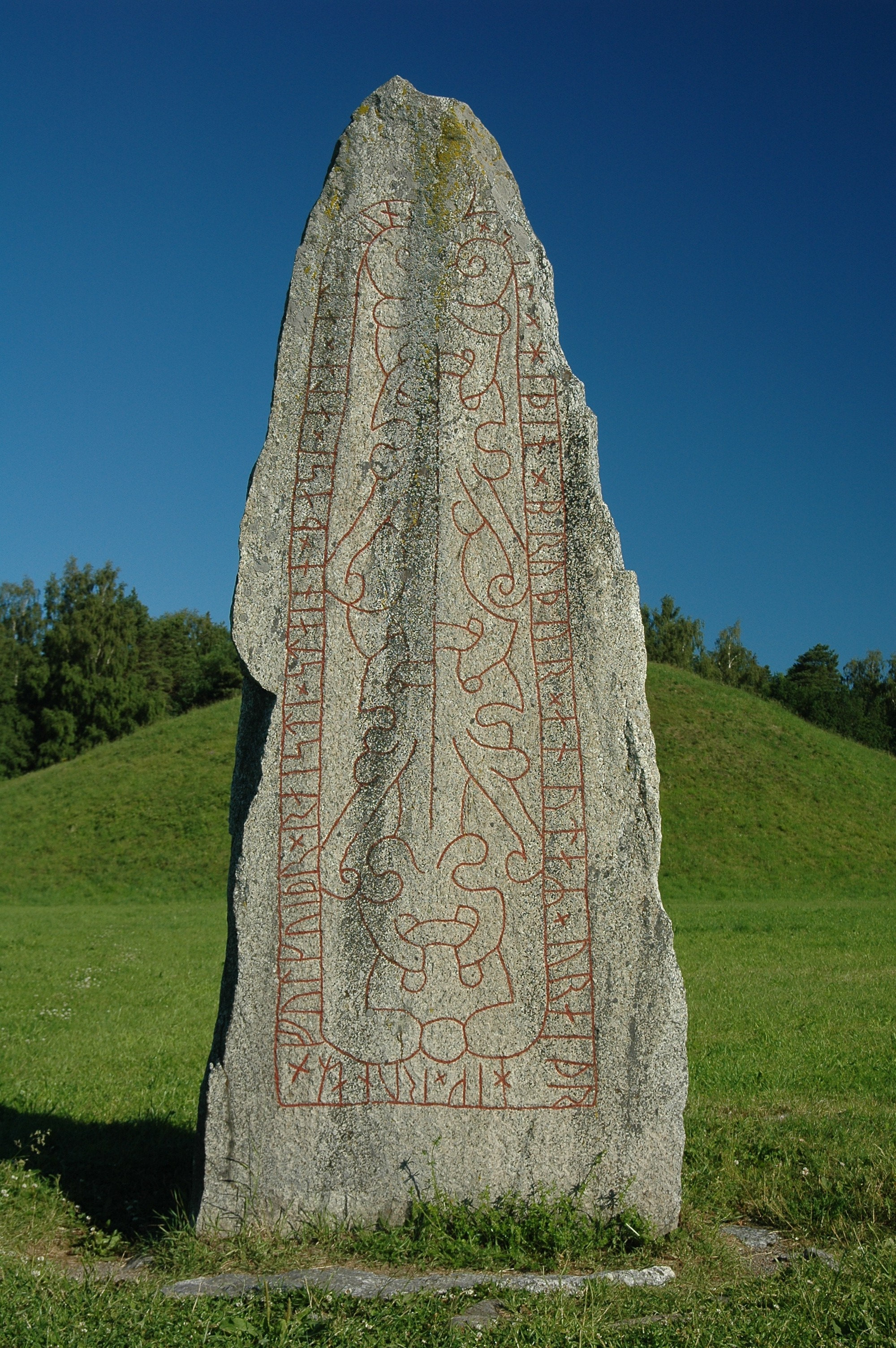
Anundshög där näktergalen hörs i dikten ”Näktergalen i Badelunda” (3).

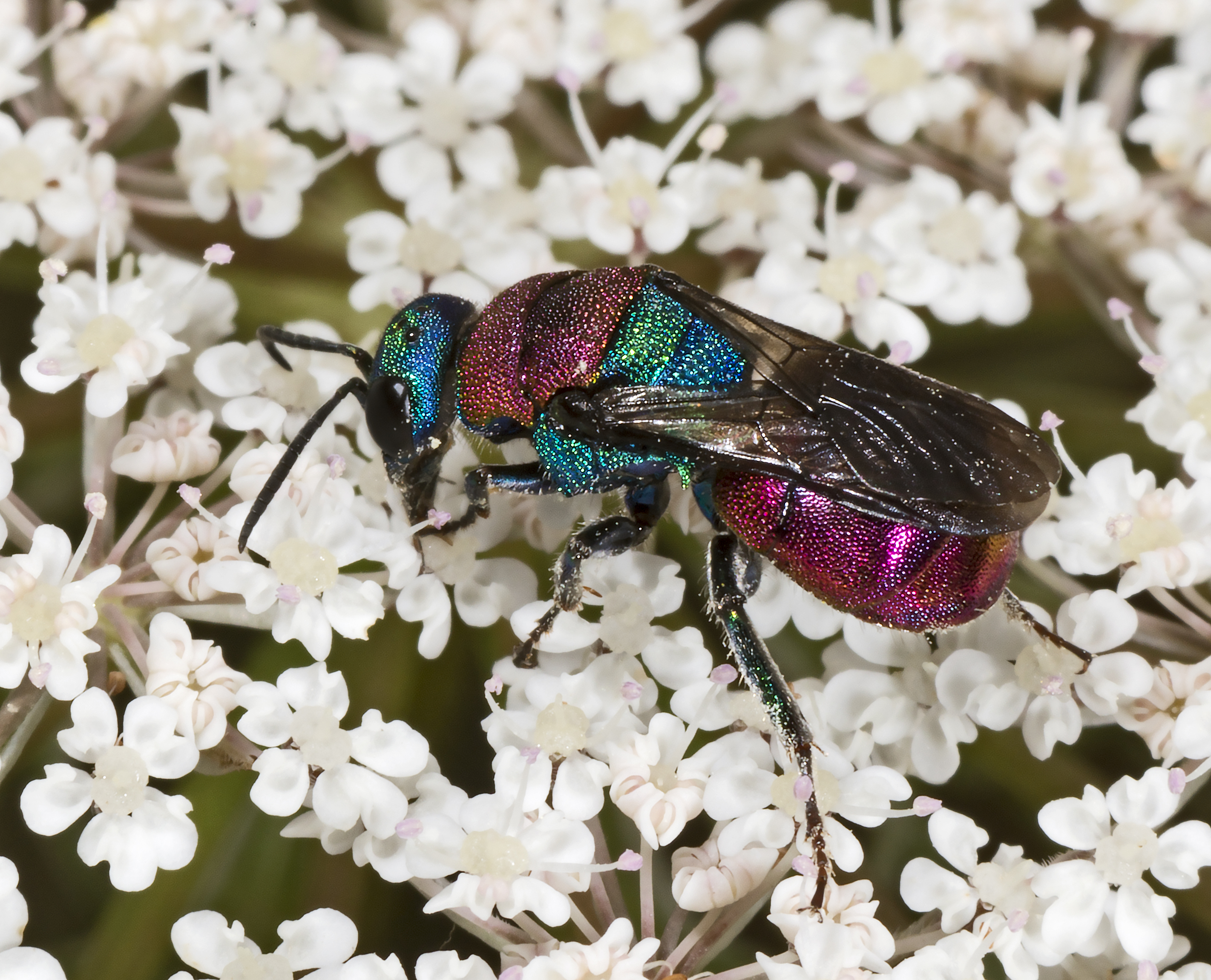
Guldstekel i dikten ”Guldstekel” (17).

- Den bortglömde kaptenen[7]
- Sex vintrar[8]
- Näktergalen i Badelunda[5]
- Alkaiskt[9]
- Berceuse[10]
- Gator i Shanghai[11]
- Djupt i Europa
- Flygblad
- Inomhuset är oändligt[12]
- Vermeer[4]
- Romanska bågar[3]
- Epigram
- Kvinnoporträtt – 1800-tal[2]
- Medeltida motiv[15]
- Air Mail
- Madrigal[16]
- Guldstekel[6]

## Ljudbok
I ljudboken Tomas Tranströmer läser 82 dikter ur 10 böcker 1954–1996 läser författaren samtliga dikter ur För levande och döda förutom dikten ”Kvinnoporträtt – 1800-tal” (13).